# چوی چیس هایتس (پنسیلوانیا)
چوی چیس هایتس (به انگلیسی: Chevy Chase Heights) یک منطقهٔ مسکونی در ایالات متحده آمریکا است که در شهرستان ایندیانا، پنسیلوانیا واقع شده‌است. چوی چیس هایتس ۳٫۳ کیلومتر مربع مساحت و ۱٬۵۰۲ نفر جمعیت دارد و ۴۳۸٫۹۲ متر بالاتر از سطح دریا واقع شده‌است.